# Spermestes
A Spermestes a madarak osztályának verébalakúak (Passeriformes) rendjébe és a díszpintyfélék (Estrildidae) családjába tartozó nem.
Besorolásuk vitatott, egyes rendszerezők a Lonchura nembe sorolják ezeket a fajokat is.

## Rendszerezés
A nembe az alábbi 5 faj tartozik:
- szürkefejű amandina (Spermestes caniceps vagy Lonchura griseicapilla vagy Odontospiza caniceps)
- kis szarkapinty (Spermestes cucullatus vagy Lonchura cucullata) – (Swainson, 1837)
- csíkosszárnyú szarkapinty (Spermestes bicolor vagy Lonchura bicolor) – (Fraser, 1843)
- Spermestes nigriceps vagy Lonchura nigriceps (Cassin) 1852
- óriás szarkapinty (Spermestes fringilloides vagy Lonchura fringilloides)